# Stopplaats Arnhemschestraat
Arnhemschestraat is een voormalige stopplaats aan de spoorlijn Arnhem-Nijmegen. De stopplaats was geopend van 15 juni 1879 tot 9 mei 1919.
Het gebouwtje dat bij deze stopplaats stond staat tegenwoordig in het Spoorwegmuseum in Utrecht. Deze is verplaatst nadat de klassieke beveiliging begin jaren 80 hier vervangen is door centraal gestuurde beveiliging.